# Dudley (Missouri)
Dudley és una població dels Estats Units a l'estat de Missouri. Segons el cens del 2010 tenia 232 habitants.
Segons el cens del 2000, Dudley tenia 117 habitatges, i 84 famílies. La densitat de població era de 279 habitants per km².